# Benedikt Peters
Benedikt Peters (* 1950 in Helsinki) ist ein schwedisch-deutschschweizer Hebraist und Gräzist, evangelikaler Theologe, Dozent und Autor.

## Persönlicher Werdegang
Benedikt Peters ist schwedischer Staatsbürger, wuchs aber in der Schweiz auf. In seiner Kindheit und Jugend hatte er nach eigener Aussage keinen Bezug zu Gott oder der Bibel. Trotzdem habe er sich konfirmieren lassen. Für ihn sei dies sein „Abschiedsfest von aller Religiosität und vom Christentum“ gewesen.
Nach eigenen Angaben reiste er nach seinem Abitur 1969 in der Schweiz nach Indien an die Ausläufer des Himalaya, um durch „Frieden, Drogen und Freiheit“ sein Glück zu finden. Durch die Untätigkeit und den Cannabiskonsum habe sich nach einiger Zeit Schlaflosigkeit eingestellt. Er habe die Reise abgebrochen und sei auf dem Landweg in die Schweiz zurückgekehrt. Mit seiner Rückkehr in die Schweiz habe er seinen Drogenkonsum beendet.
In dieser Zeit sei in ihm die Frage aufgekommen, wozu er überhaupt lebe, da ja alles sinnlos sei. Getrieben von dieser Sinnlosigkeit des eigenen Lebens, habe er Suizidgedanken gehegt. Zu dieser Zeit habe ihn ein früherer Freund besucht und aufgefordert, in der Bibel zu lesen. Durch das Lesen der Heiligen Schrift – so Peters – sei er zu der Überzeugung gekommen, dass Gott existiere, und er habe seine Bekehrung erlebt.

## Leben und Wirken
Nachdem Peters von 1974 bis 1977 eine Bibel- und Missionsschule in der Schweiz besucht hatte, studierte er griechische und hebräische Philologie an der Universität Zürich. Von 1986 bis 1993 war er als Redakteur eines christlichen Verlags tätig. 2017 promovierte er (PhD) im Fach Althebraistik am Master’s Seminary in Los Angeles, Kalifornien. Der Titel seiner Doktorarbeit lautet: "Der Gebrauch von QATAL und YIQTOL und deren um we- gemehrten Formen. Eine induktive Untersuchung, vorgenommen am Gesamtkorpus der Biblia Hebraica".
Er ist als Bibellehrer, Theologiedozent und Konferenzredner in verschiedenen europäischen Ländern tätig, unter anderem als Dozent für Theologie sowie hebräische und griechische Exegese am EBTC. Er ist zudem Autor einer Reihe von Büchern und Kommentaren zu biblisch-theologischen Themen, die auch in mehrere Sprachen übersetzt wurden. Seine Arbeitsschwerpunkte sind die Auslegung der Bibel und die Verteidigung ihrer Inspiration und Glaubwürdigkeit. Seit 2023 arbeitet Peters an der neuen deutschsprachigen Bibelübersetzung EsraBibel.
Peters ist Vizepräsident im Bibelbund Schweiz und publiziert in der Zeitschrift Bibel und Gemeinde. Seine Beiträge umfassen theologische und ethische Themen.
Benedikt Peters ist verheiratet. Das Paar lebt in der Schweiz und hat vier erwachsene Kinder.

## Veröffentlichungen (Auswahl)
- Gandhi: Der politische Avatar. Schwengeler, Berneck 1989, ISBN 978-3-85666-292-9
- Wo hört die Gnade Gottes auf? Gibt es Heilssicherheit? Schwengeler, Berneck 1990, ISBN 978-3-85666-132-8
- George Whitefield: Der Erwecker Englands und Amerikas. Christliche Literatur-Verbreitung, Bielefeld 1997, ISBN 978-3-89397-374-3
- Der Heilige Geist: Gaben, Werk, Wirkungen. Betanien, Bielefeld 2003, ISBN 978-3-935558-58-7
- Biblische Glaubenslehre: Inspiration und Autorität der Bibel. EBTC, Berlin 2015, ISBN 978-3-00-045772-2
- Das Evangelium nach Johannes. Christliche Literatur-Verbreitung, Bielefeld 2015, ISBN 978-3-86699-336-5
- Einführung in die biblische Glaubenslehre. EBTC, Berlin 2017, ISBN 978-3-00-041884-6
- Lehre uns beten. Christliche Literatur-Verbreitung, Bielefeld 2018, ISBN 978-3-86699-377-8
- Zeichen und Wunder. Voice of Hope, Reichshof 2018, ISBN 978-3-947102-67-9
- Kommentar zum Römerbrief. Christliche Literatur-Verbreitung, Bielefeld 2019, ISBN 978-3-86699-386-0
- Das Alte Testament verstehen. Daniel, Lychen 2019, ISBN 978-3-945515-40-2
- Kommentar zum Buch der Sprüche. Christliche Literatur-Verbreitung, Bielefeld 2022, ISBN 978-3-86699-661-8